# Hiroshi Sato
Hiroshi Sato (佐藤 浩 Sato Hiroshi?), född 7 mars 1972 i Kanagawa prefektur, är en japansk före detta fotbollsspelare.
Sato började sin karriär 1992 i Yokohama Flügels. 1999 flyttade han till Sanfrecce Hiroshima. Efter Sanfrecce Hiroshima spelade han för Nagoya Grampus Eight och Yokohama F. Marinos. Han avslutade karriären 2004.